# Redgate Gill
Der Redgate Gill ist ein Wasserlauf im Lake District, Cumbria, England. Er entsteht an der Südostseite des Place Fell und fließt in südöstlicher Richtung bis zu seiner Mündung in den Boredale Beck.